# ネルソン・グティエレス
ネルソン・グティエレス（Nelson Gutiérrez, 1962年4月13日 - ）は、ウルグアイ・モンテビデオ出身の元サッカー選手。元ウルグアイ代表。ポジションはディフェンダー。

## 経歴
1980年にウルグアイのペニャロールでプロデビューし、1982年にコパ・リベルタドーレス、インターコンチネンタルカップ（トヨタカップ）で優勝。アルゼンチンのCAリーベル・プレートでも1986年にコパ・リベルタドーレスとインターコンチネンタルカップで優勝し、トヨタカップとして開催されるようになって以降、2回の優勝を経験した最初の選手となった。
ウルグアイ代表としては、1983年から1990年までに57試合に出場、主にセンターバックの位置で守備の中心となった。ワールドカップにも1986年のメキシコ大会と1990年のイタリア大会の2大会に出場した。

## タイトル

### クラブ
ペニャロール
- プリメーラ・ディビシオン : 1981, 1982, 1993, 1994, 1995, 1996
- コパ・リベルタドーレス : 1982
- トヨタカップ : 1982

リーベル・プレート
- コパ・リベルタドーレス : 1986
- トヨタカップ : 1986
- コパ・インテラメリカーナ : 1986

### 代表
ウルグアイ代表
- コパ・アメリカ : 1983, 1987

### 個人
- 南米年間ベストイレブン : 1986, 1987